# Estas Tonne
Pour les articles homonymes, voir Tonne (homonymie).
Estas Tonne [estas tone] (russe : Эстас Тонне), né Stanislav Tonne — en ukrainien : Станіслав Тонне — le 24 avril 1975 à Zaporijjia (RSS d'Ukraine, Union soviétique), est un auteur-compositeur et guitariste qui se définit lui-même comme un « troubadour des temps modernes » (modern day Troubadour).

## Biographie
Né dans l'ancienne Union soviétique, et plus précisément dans l'actuelle Ukraine, Estas Tonne apprend la guitare classique pendant six ans. Alors qu'il est enfant, sa famille part s'installer en Israël. Il abandonne l'apprentissage de la guitare et la redécouvre en 2002, alors qu'il est aux États-Unis, et y trouve une passion. Il se lie alors avec le violoniste virtuose Michael Shulman et ils se font écouter dans tout New York avec, comme couronnement, un concert commémoratif à l'Union Square de New York à la mémoire des attentats terroristes du 11 septembre 2001.
Depuis 2002, il voyage et donne des concerts dans le monde entier comme aux États-Unis, au Mexique, en Israël, en Inde et en Europe. Les expériences qu'il collecte au cours de ses voyages lui servent à perfectionner son style original et varié.
Il a été invité à l'occasion de différents festivals internationaux, comme par exemple au Buskers Festival Stadtspektakel à Landshut en Allemagne, à l'Aufgetischt Festival! de Saint-Gall en Suisse, au No Mind Festival 2013 à Ängsbacka, Molkom en Suède, 5th International Summer Music Festival 2013, Venue for Revival, Culture et personnel Development à Kalamata en Grèce, le International Summer Concerts 2013 à Xiropigado également en Grèce et au Gara Vasara Festival 2013 à Riga en Lettonie.
En 2014, il participe à de nombreux festivals européens (en Belgique au Body and Soul Festival, au Portugal à Andaças et Boom, en Italie, en Moldavie à Gustar, en Suisse, en Allemagne, en Hongrie à Everness) et donne de nombreux concerts dans de grands auditorium en Russie.
En 2015, il reçoit le « prix du Cosmic Angel » au Festival du Cosmic Ciné à Munich pour la bande-son du film Internal Flight, the movie et participe à des projets cinématographiques et des voyages ; il n'a donné qu'un seul concert officiel en novembre 2015 à Dresde dans une cathédrale comble et d'autres improvisés en Estonie ou au festival de Garavasara en Lettonie et au festival de Landshut en Allemagne.
En 2016, deux tournées (printemps et automne) en Europe et en Russie, Ukraine, Estonie, Lituanie, Tchéquie, Slovaquie, Suisse, Autriche, Hollande et Allemagne ont vu le succès croissant de cet artiste désormais entouré d'un manager, d'un ingénieur du son et d'un photographe-vidéaste professionnels et invité dans les plus beaux auditoriums. En 2016 il a participé au festival Everness en Hongrie puis au Sounds & Silence Festival à Corfou  en Grèce suivi du festival de Landshut en Allemagne.
Il est ainsi décrit :
« Estas Tonne est un ménestrel charismatique des temps modernes qui, en jouant, adresse au monde un message s'inspirant de la nouvelle conscience et du nouveau paradigme, enchantant des publics de l'Amérique à l'Inde, du Moyen-Orient à l'Europe. Il se fait remarquer par le style de son jeu de guitare, unique et remarquable, qui s'empare des auditeurs, particulièrement ceux qui ressentent profondément l'intensité de sa musique vivante. »
Estas Tonne participe à des concerts, des conférences, des festivals de rue, de yoga, art ou autres  mais il est aussi impliqué dans des collaborations qui vont de différents projets de films (dont le film de Claude Lelouch Chacun sa vie, 2017), de la poésie, de la méditation à la danse ou l'art du cirque. Son implication dans le projet de film Time of The Sixth Sun le montre dans le rôle du troubadour voyageur qui répand un impact significatif sur la société et le monde tout en découvrant sa transformation intérieure.

## Discographie
L'artiste résume son travail en faisant des remarques sur la façon dont ses disques ont été enregistrés : « Chaque album est une démonstration enregistrée en direct. Ce qui signifie se promener dans un studio et jouer ce qu'on ressent. » De plus, l'un de ses préceptes est qu'un artiste se doit d'être complètement indépendant. Ainsi, la plupart de ses albums sont disponibles sur Bandcamp et sur son site officiel dans un esprit de libre contribution.
Chaque album est enregistré en direct.
- 2002 : Black and White World
- 2004 : Dragon of Delight
- 2008 : 13 Songs of Truth
- 2009 : Bohemian Skies
- 2011 : Place of the Gods
- 2012 : Strings And Stories Of A Troubadour  (Live in Odeon, 2011)[3]
- 2012 : The Inside Movie
- 2013 : Internal Flight (Guitar Version)
- 2013 : Internal Flight (Live à Gara Vasara)
- 2014 : The Song of the Butterfly (Estas Tonne,Istvan Sky Kék Ég, Pablo Arellano)(single)
- 2016 : Rebirth of a Thought : Between Fire & Water (single)
- 2016 : Cosmic Fairytale : Dimensions (single)
- 2016 : Elemental (Who Am I ?!) (Estas Tonne, La Familia Cosmic) (single)
- 2016 : Cuban Rhapsody (Estas Tonne, Dimitri Artemenko) (single)
- 2016 : Divine Smile (Estas Tonne, Dimitri Artemenko) (single)
- 2016 : When Words are Wind (Estas Tonne, Joseph Pepe Danza, Netanel Goldberg, Mitsch Kohn) (single)
- 2016 : Mother of Souls Estas Tonne & One Heart Family (avec 24 artistes internationaux, musiciens, chanteuses, poètes)
- 2016 : Space Creation (Estas Tonne, Yonathan Bar Rashi)[4]
- 2017 : Internal Flight (Original Score)
- 2017 : Here I am Standing (single)
- 2017 : Cycles of Life (single)
- 2017 : Roots. Return to the Inner Temple (Estas Tonne, Zola Dubnikova) (single)
- 2018 : Live in ULM – Outer ◦ Inner (double album)
- 2019 : Perception, enregistré en live, 29 mars 2019 à Zürich, Switzerland
- 2021 : The Time Of The Sixth Sun: Sacred Transmissions (Estas Tonne, Tobias)[5]